# 5 de Mayo, Siltepec
5 de Mayo är en ort i Mexiko.   Den ligger i kommunen Siltepec och delstaten Chiapas, i den sydöstra delen av landet, 800 km sydost om huvudstaden Mexico City. 5 de Mayo ligger 1 538 meter över havet och antalet invånare är 138.
Terrängen runt 5 de Mayo är kuperad åt sydväst, men åt nordost är den bergig. 5 de Mayo ligger uppe på en höjd. Runt 5 de Mayo är det ganska glesbefolkat, med 36 invånare per kvadratkilometer. Närmaste större samhälle är Miguel Alemán, 9,0 km norr om 5 de Mayo. I omgivningarna runt 5 de Mayo växer huvudsakligen savannskog.